# Azazel

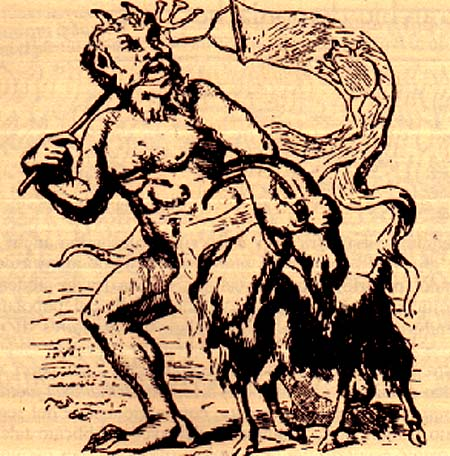
Moderní zpodobnění Azazela z knihy Dictionnaire Infernal od Collina de Plancy (Paříž 1825).

Azazel (hebrejsky: עזאזל, arabsky: عزازل Azazil) je v Tanachu (židovské Bibli) a také i v islámu nadpřirozená bytost, někdy označovaná jako padlý anděl či ztotožňována se Satanem.

## Azazel v Bibli
V knize Leviticus (Lv 16) jsou popisovány obřady Dne smíření. Áron vzal od společenství Izraelitů dva kozly. Postavil je před Hospodina u stanu setkávání a mezi oběma kozly losoval: jednoho pro Hospodina, druhého pro Azazela. Kozel, na něhož padl los pro Hospodina, byl obětován jako očistná oběť. Na druhém kozlu byl vykonán smírčí soud: byly na něj vloženy hříchy Izraele a byl vyhnán k Azazelovi do pouště.
Podle židovského středověkého komentátora Rašiho Azazel v tomto případě není bytost, ale označuje místo jisté smrti, pravděpodobně srázu, ke kterému byl kozel zahnán. Někteří badatelé se domnívají, že Azazel je démon pouště (a tím i smrti) a jako takový přešel do judaismu.

## Azazel vTalmudua midrašistické literatuře
Azazel je zlý duch. Podle midraše „Šemchazaj a Azazel“ patřil k vůdcům skupiny padlých andělů z počátku existence světa a lidstva. Ženy učil líčit se a muže vyrábět zbraně, čímž je někdy brán jako ten, kdo na svět přinesl žárlivost, marnivost a svár. Podle midraše se i kvůli Azazelovu chování Bůh rozhodl zničit zemi potopou trvající 40 dní.

## Islám
V islámu se Azazel objevuje ve vztahu k příběhu Haruta a Maruta , dvojice andělů zmíněných v Koránu . Ačkoli to nevysvětluje samotný Korán, muslimští exegeté, jako Al-Kalbi a Al-Tha`labi, obvykle spojoval důvod jejich pobytu s vyprávěním týkajícím se Strážců známých ze 3. Knihy Henochovi. Stejně jako ve 3. Henochovi si andělé stěžovali na lidskou nepravost, načež Bůh nabídl zkoušku, aby si andělé vybrali tři z nich, aby sestoupili na zem, obdařeni tělesnými touhami a dokázali, že by se za stejných podmínek dařilo lépe než lidem. Podle toho si vybírají Aza, Azzaya a Azazel. Azazel však svého rozhodnutí litoval a Bůh mu dovolil vrátit se zpět do nebe. Ostatní dva andělé test neuspěli a jejich jména byla změněna na Harut a Marut. Skončili na Zemi a seznamovali lidi s nedovolenou magií.

## Odraz v kultuře
Bytosti inspirované Azazelem se objevují v různých knihách, filmech či počítačových hrách. Například v románu Michaila Bulgakova Mistr a Markétka je postava jménem Azazelo, která spolu s kocourem slouží Satanovi jako jeho spolupracovník a služebník. Objevuje se také v počítačové hře The Binding of Isaac, kde je jako jeden z hlavních postav a má znaky Satana, či ďábla.